# International Data Encryption Algorithm
International Data Encryption Algorithm (IDEA, „Mezinárodní algoritmus pro šifrování dat“) je symetrická bloková šifra, kterou navrhli Xuejia Lai (來學嘉) a James L. Massey ze Švýcarského národního technologického institutu (ETHZ) v Curychu. Poprvé byla popsána v roce 1991. Tento algoritmus měl nahradit Data Encryption Standard. IDEA je drobným přepracováním dřívější šifry PES (Proposed Encryption Standard), původně se nazývala IPES (Improved PES).
Tato šifra byla navržena na základě výzkumné smlouvy s Hasler Foundation, která se stala součástí Ascom-Tech AG. Byla patentována v mnoha zemích a název „IDEA“ je také ochranná známka, ale poslední patent vypršel v roce 2012, takže je úplně volná. IDEA byla používána v Pretty Good Privacy (PGP), do kterého byla začleněna poté, co původní šifra, která byla použita ve verzi 1.0, („Bass-O-Matic“) byla shledána nespolehlivou. IDEA je volitelným algoritmem v OpenPGP.

## Činnost

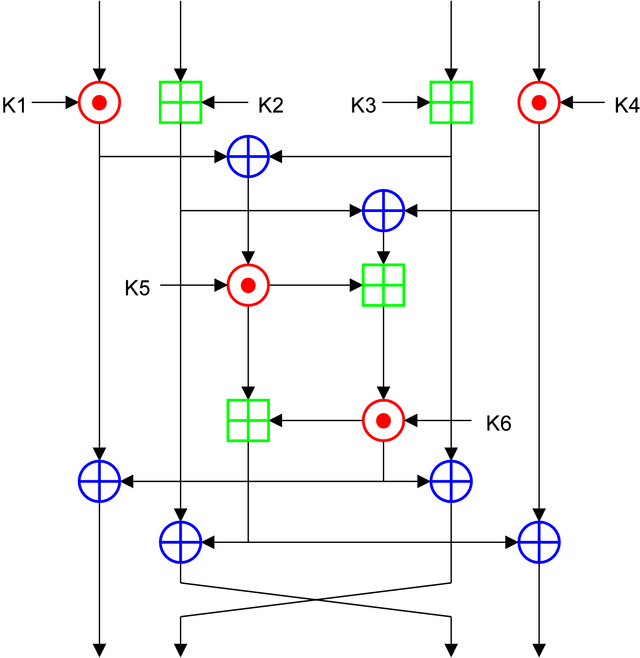
Jeden průchod šifrovacího algoritmu IDEA

IDEA pracuje po 64bitových blocích za použití 128bitového klíče. Skládá se z řady osmi identických transformací a vstupní transformace (poloviční průchod). Procesy šifrování a dešifrování jsou podobné. IDEA odvozuje velkou část své bezpečnosti ze střídání operací z různých grup – modulární sčítání a násobení a bitové nonekvivalence (XOR) – které jsou v jistém smyslu algebraicky neslučitelné. Tyto operace, které pracují s 16bitovými řetězci, jsou
- bitová nonekvivalence (na obrázku znázorněno modrým ⊕),
- sčítání modulo 216 (znázorněno zeleným ⊞),
- násobení modulo 216+1, kde nulová slova (0x0000) jsou interpretována jako 216 (znázorněno červeným ⊙).

## Bezpečnost
Návrháři analyzovali šifrování pomocí IDEA, aby zjistili jeho odolnost vůči diferenční kryptoanalýze a usoudili, že šifra je za jistých předpokladů odolná. Žádná úspěšná lineární nebo algebraická slabost nebyla ohlášena. Našlo se několik tříd slabých klíčů (například Daemen et al, 1994), ale tyto nejsou v praxi předmětem zájmu, protože jsou příliš vzácné na to, aby se jim bylo nutné explicitně vyhnout. Od roku 2004 nejlepší útok, který se vztahuje ke všem klíčům, může prolomit IDEA šifrování za snížení na 5 průchodů (úplná IDEA šifra používá 8,5 průchodu) (Demirci et al, 2003). Bruce Schneier měl v roce 1996 o šifře IDEA vysoké mínění. Napsal: „Dle mého názoru je to v současnosti nejlepší a nejbezpečnější blokový algoritmus dostupný veřejnosti.“ (Applied Cryptography, druhé vydání). Nicméně v roce 1999 už nadále nedoporučoval IDEA kvůli dostupnosti rychlejších algoritmů, pokrokům v kryptografii a problému s patentem.
IDEA byla patentována v Rakousku, Francii, Německu, Itálii, Holandsku, Španělsku, Švédsku, Švýcarsku, Spojeném království (Evropský patent EP-B-0482154), Spojených státech (americký patent #5,214,703) a Japonsku (JP 3225440), a to až do roku 2012. MediaCrypt v současnosti také nabízí následníka šifry IDEA a zaměřuje se na svou novou šifru IDEA NXT (oficiální vydání v květnu 2005), která je vlastně FOX.